# Patsy Willard
Mary Patricia Willard –conocida como Patsy Willard– (Phoenix, 18 de mayo de 1941) es una deportista estadounidense que compitió en saltos de trampolín.
Participó en dos Juegos Olímpicos de Verano en los años 1960 y 1964, obteniendo una medalla de bronce en Tokio 1964 en la prueba individual. Ganó una medalla de bronce en los Juegos Panamericanos de 1963.

## Palmarés internacional
| Juegos Olímpicos     | Juegos Olímpicos   | Juegos Olímpicos  | Juegos Olímpicos |
| Año                  | Lugar              | Medalla           | Prueba           |
| -------------------- | ------------------ | ----------------- | ---------------- |
| 1964                 | Tokio (Japón)      | Medalla de bronce | Trampolín 3 m    |
| Juegos Panamericanos |                    |                   |                  |
| Año                  | Lugar              | Medalla           | Prueba           |
| 1963                 | São Paulo (Brasil) | Medalla de bronce | Trampolín 3 m    |